# ジョヴァンニ・ソトコルノーラ

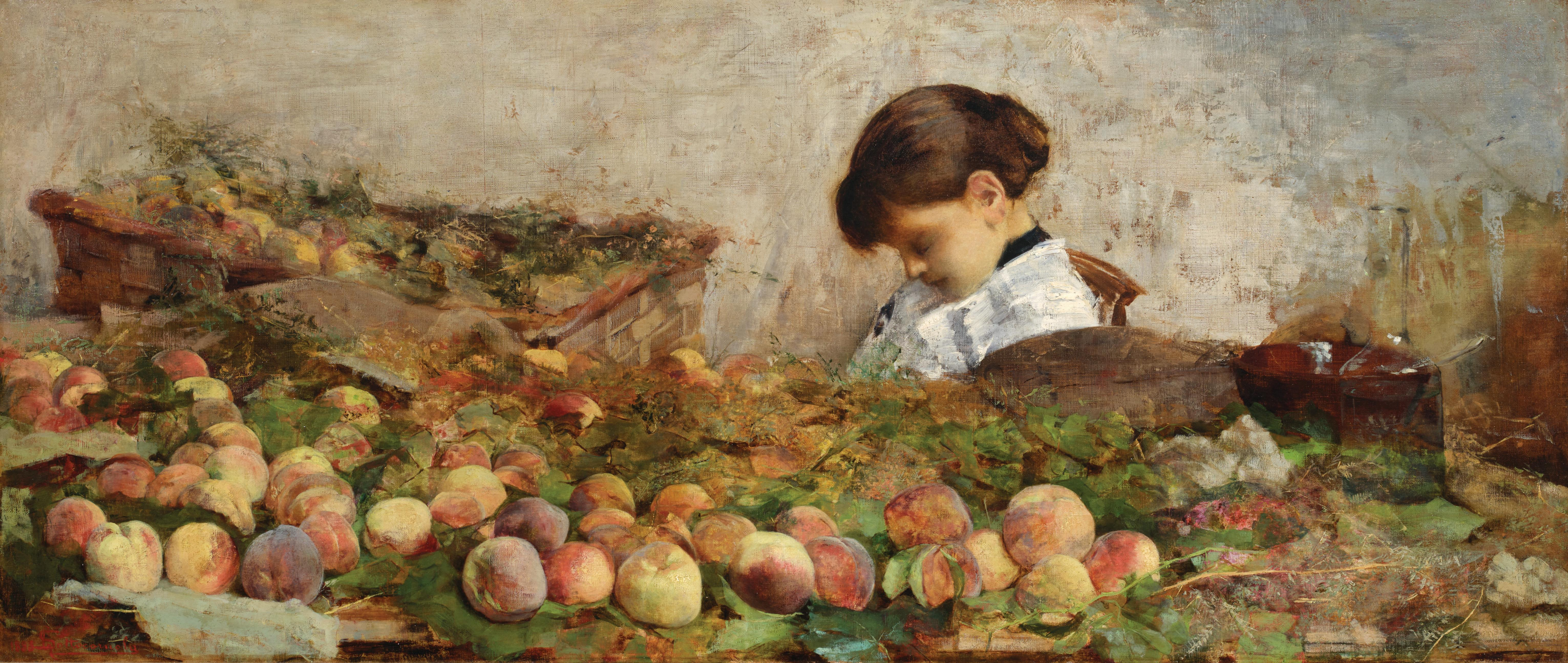
ジョヴァンニ・ソトコルノーラ作「桃を売る少女」(1888)

ジョヴァンニ・ソトコルノーラ（Giovanni Sottocornola、1855年8月1日 - 1917年2月12日）は、イタリアの画家である。ミラノで働き、風俗画や肖像画を描いた。

## 略歴
ミラノで労働者階級の息子に生まれた。父親の突然の亡くなったので、少年時代からボーイや会計係として、大家族のために働かねばならなかった。19歳の1875年にミラノのブレラ美術アカデミーに入学し、1880年までラファエーレ・カスネディとジュゼッペ・ベルティーニに学び、同時期の学生にはガエターノ・プレヴィアーティ（1852– 920）や、エミリオ・ロンゴーニ（Emilio Longoni: 1859-1932）、フランチェスコ・フィリピーニ（1853-1895）、ジュゼッペ・メンテッシ（Giuseppe Mentessi: 1857-1931）、エウジェニオ・ジニョウス（1850-1906）、ジョヴァンニ・セガンティーニ（1858-1899）らがいて、頻繁に集まってすごした。
1882年にブレラ美術アカデミーの定期展に初めて出展し、この時期は写実的な肖像画や静物画の制作していた。1883年に結婚し、4人の子供が生まれたが2人は幼いうちに亡くなった。残った2人の娘たちの絵をソトコルノーラは何度か描いた。
1880年代に、ブレラ美術アカデミーや美術協会（Società per le Belle Arti）の展覧会やヴェネツィアの展覧会に出展した.。1890年代になって 労働争議が盛んであった風潮の中で社会的なテーマの作品も描いたが1900年までに、家族や肖像画を描くスタイルに戻った。
1900年からミラノで私塾を開き、生徒にはカルロ・ピエトロ・コロンボ（Carlo Pietro Colombo）, ルイージ・ボルゴ・マイネリ（Luigi Borgo Maineri）,ウーゴ・ベルナスコーニ（Ugo Bernasconi）らがいた。修復家としても働き、ミラノのマッジョーレ修道院教会(Chiesa di San Maurizio al Monastero Maggiore)と聖パドヴァのアントニオ教会(Santuario di Sant'Antonio di Padova)のベルナルディーノ・ルイーニのフレスコ画を修復した。
1917年にミラノで亡くなった。

## 作品

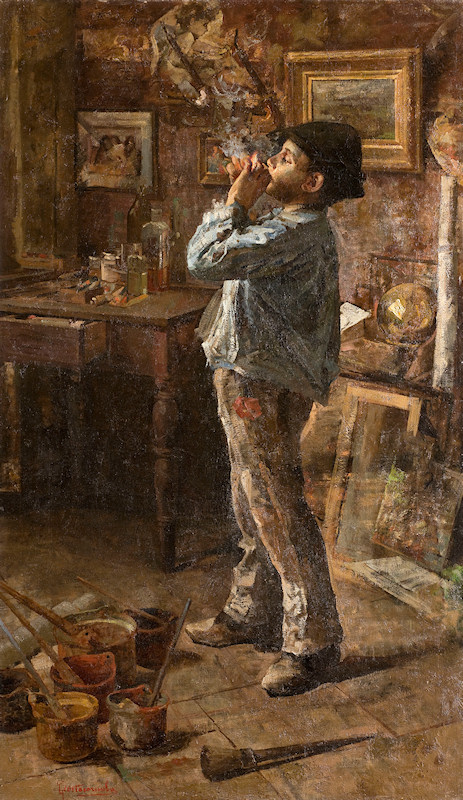
"anch'io pittore" (1885) Gallerie di Piazza Scala
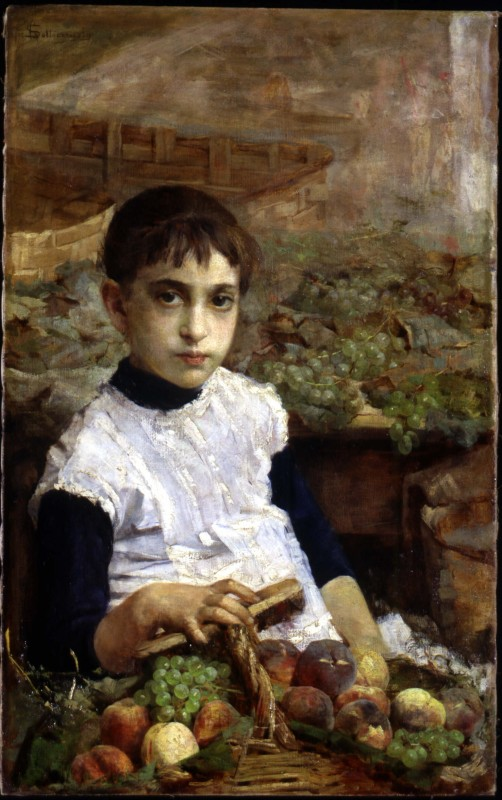
果物売り (1886) Gallerie di Piazza Scala
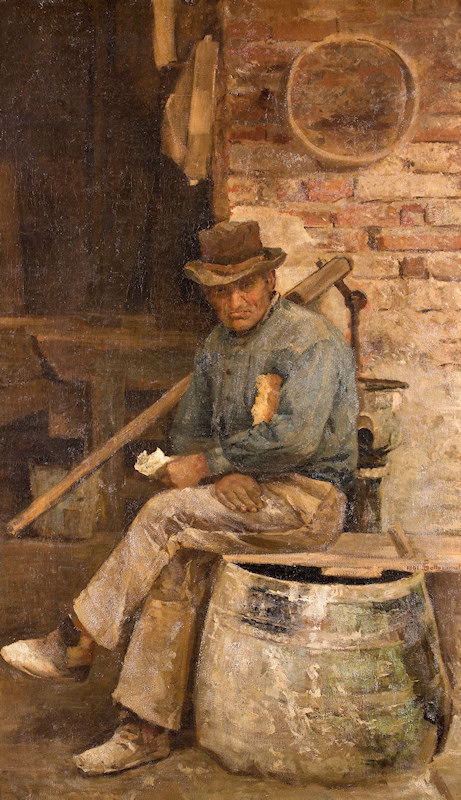
「石工」(1891) Gallerie di Piazza Scala
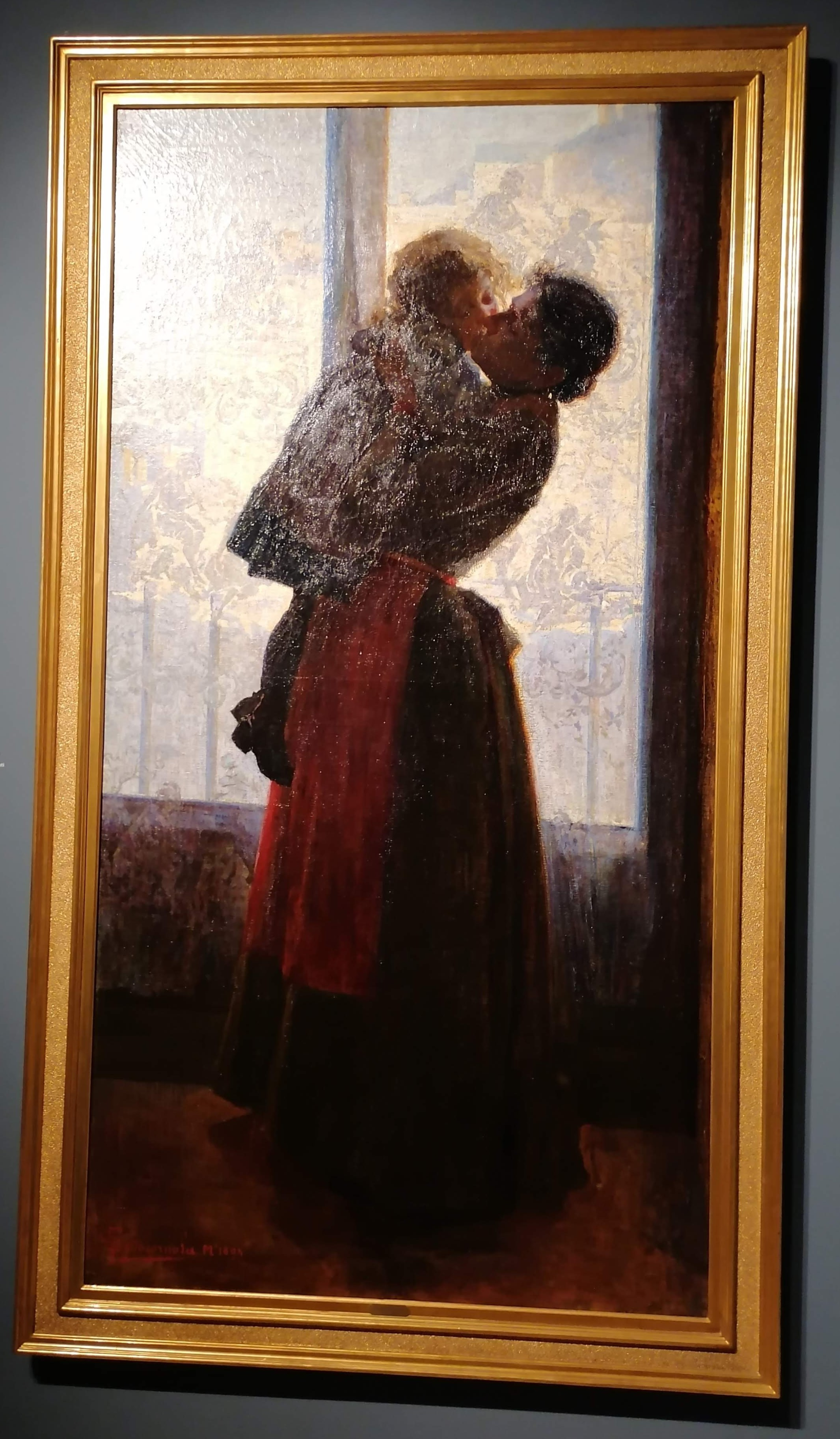
"Gioia mia!" (可愛い子）(1896) Artgate Fondazione Cariplo